# 차가이-I

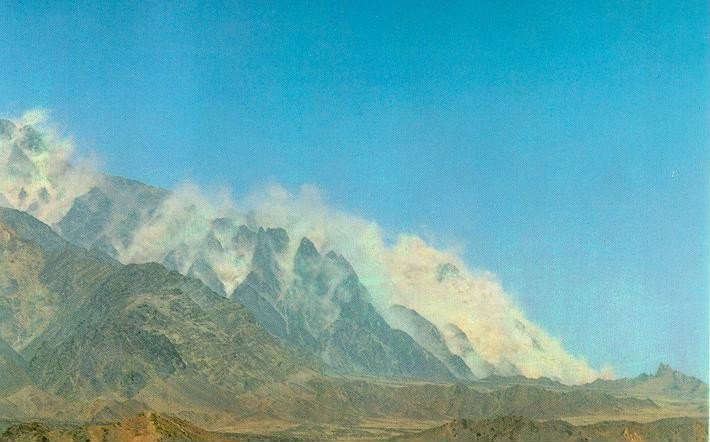
차가이-I 핵 실험 현장

차가이-I(Chagai-I)는 파키스탄 최초의 핵실험이다.

## 역사
차가이-I은 1998년 5월 28일 15시 15분 PKT, 파키스탄이 동시에 수행한 5건의 지하 핵 실험의 코드명이다. 핵실험은 발루치스탄주 차가이 지역의 산악지대 라스 코 힐즈(Ras Koh Hills)에서 실시했다.
차가이-I은 파키스탄 최초의 공개 핵실험이다. 1998년 5월 11일과 13일에 있었던 인도의 2차 핵실험 포크란-II에 대한 직접적인 대응이었다. 파키스탄과 인도의 이러한 실험은 유엔 안전보장이사회 결의 1172호와 여러 강대국, 특히 미국과 일본의 경제 제재를 초래했다. 파키스탄은 공개적으로 핵실험을 한 7번째 국가가 되었다.
최대 폭발력은 40 kt이었다. USGS는 28.902°N 64.789°E 지점에서, 진도 4.8의 지진을, 깊이 0.0 km에서 측정했다.
파키스탄의 두 번째 핵 실험인 차가이-II는 1998년 5월 30일에 실시했다.

## 같이 보기
- 차가이-II